# Alberta Law Review
Alberta Law Review — це рецензований юридичний огляд або юридичний журнал, який щоквартально публікується Товариством юридичного огляду провінції Альберта. Товариство є неприбутковою організацією, що складається виключно зі студентів юридичного факультету Університету Альберти та юридичного факультету Університету Калгарі.
Юридичний журнал виходить у світ з 1955 року. Проте його попередник, Alberta Law Quarterly, був заснований у 1934 році студентами юридичного факультету Університету Альберти. Його мета — публікувати "статті, коментарі до судових справ та огляди книг, написані науковцями, практиками та суддями, з метою створення цінного діалогу в рамках юридичної професії". У 2016 році Alberta Law Review перейшов від моделі передплати на друковану версію до моделі розповсюдження у відкритому доступі в Інтернеті.

## Організація
Law Review унікальний серед інших юридичних видань Канади тим, що його редакторами є студенти двох юридичних факультетів, тоді як інші видання, як правило, укомплектовані студентами одного факультету. Редакційна колегія обирається головним редактором зі студентів другого року навчання на юридичному факультеті. Редактори Університету Альберти обирають двох головних редакторів, а редактори Університету Калгарі — одного заступника головного редактора. Діяльність Law Review частково фінансується шляхом передплати по всьому світу та шляхом коштів, наданих Правничим товариством Альберти (Law Society of Alberta).
Робота Law Review проводиться переважно в Будинку ім. В. А. Стівенсона, розташованому в Східному студентському містечку Університету Альберти. Будинок названий на честь редактора-засновника Law Review, почесного В. А. Стівенсона, який згодом став суддею Пюїсне Верховного суду Канади і продовжує підтримувати Law Review як радник і благодійник.

## Помітні попередні редактори
Окрім згаданого вище В.А. Стівенсона, колишніми редакторами були Беверлі Маклахлін, Голова Верховного суду Канади, та численні члени Апеляційного суду Альберти, такі як Жан Е.Л. Котте та Пітер Т. Костіган.

## Energy Law Edition
Один з чотирьох випусків, що публікуються щорічно, відомий як "Видання з енергетичного права" в "Юридичному огляді", повністю складається зі статей, пов'язаних з енергетичним правом. Статті зазвичай представляються на щорічній конференції в Джаспері, Альберта.